# 6923 Borzacchini
6923 Borzacchini (1993 SD) là một tiểu hành tinh vành đai chính được phát hiện ngày 16 tháng 9 năm 1993 bởi Vagnozzi, A. ở Stroncone.